# Alberto Casero Ávila
Alberto Casero Ávila (Trujillo, 15 de noviembre de 1978) es un político español del Partido Popular. Ha sido senador por Cáceres en la x legislatura y diputado en el Congreso de los Diputados por la misma circunscripción en la xiii y xiv legislaturas. Asimismo, ha sido diputado en la Asamblea de Extremadura y alcalde de la ciudad cacereña de Trujillo entre 2011 y 2019, donde fue concejal entre 2007 y 2019.

## Vida personal
Alberto Casero nace en Trujillo, en la provincia de Cáceres, el 15 de noviembre de 1978. Proviene de una familia trabajadora y humilde, está soltero y tiene una hermana.
Estudió en el Colegio Sagrado Corazón de Jesús, de la misma localidad.
Es licenciado en Derecho por la Universidad de Extremadura.

## Trayectoria política
Inició su carrera política en Nuevas Generaciones del Partido Popular, donde se afilió a los dieciocho años. En 2001 fue elegido presidente provincial, hasta 2006, entre estos años también fue miembro del Comité Ejecutivo Nacional de Nuevas Generaciones.
En 2003, se convierte en el diputado más joven de la Asamblea de Extremadura, en donde ejerce las funciones de Portavoz del Grupo Popular en Economía, Empleo, Industria, Comercio y Turismo. También ejerce como portavoz de Jóvenes y Deporte. Poco tiempo más tarde, es nombrado vicesecretario general del Partido Popular de la provincia de Cáceres y miembro de la Junta Directiva del Partido Popular de Extremadura. 
En 2007, es elegido secretario general del Partido Popular de la provincia de Cáceres, compatibilizándolo con la presidencia del partido a nivel local desde el año 2005.
En junio de 2011, Alberto Casero accede a la Alcaldía de Trujillo tras ganar las elecciones locales obteniendo el 64,68 % de los votos, lo que le otorga una mayoría absoluta, mayoría que revalida en las elecciones de 2015 con el 54,87 %.
En las elecciones generales de 2011, Casero es elegido, además, senador por la provincia de Cáceres, cargo que compatibilizaría con el de alcalde de su localidad.
En las elecciones generales de abril de 2019, Alberto Casero Ávila fue elegido diputado en el Congreso por la circunscripción de Cáceres. Desde mayo formó parte de la bancada del Partido Popular durante la xiii legislatura y en noviembre revalidó su escaño para la xiv legislatura.
Saltó a la primera línea informativa el 3 de febrero de 2022 cuando, por un error, votó telemáticamente a favor de la convalidación del decreto de Reforma Laboral propuesto por el gobierno de Pedro Sánchez, cuando todo su partido político lo hizo en contra. Sin el voto favorable de Alberto Casero el citado decreto no habría logrado la convalidación.
El 15 de septiembre de 2022 vuelve a la palestra de la primera línea informativa, al volverse a equivocar al votar telemáticamente, esta vez votando a favor, otra vez en contra de todo su partido político para crear una comisión de investigación para investigar la responsabilidad del Gobierno de Mariano Rajoy por las presuntas actuaciones irregulares del Ministerio del Interior que dirigía Jorge Fernández Díaz en la Policía Política durante la Operación Cataluña.

### Imputación judicial y renuncia como diputado
A finales de 2021 se le abrió una investigación por un posible delito de prevaricación continuada, causa elevada al Tribunal Supremo por su condición de aforado. 
En mayo de 2022, el Tribunal Supremo citaba como imputado a Alberto Casero para declarar en calidad de investigado en la causa por prevaricación. Tras cursar la pertinente solicitud, el Alto Tribunal recibió autorización del Congreso de los Diputados en octubre de 2022 para investigar al diputado. Casero renunció a su escaño en el Congreso de los Diputados en marzo de 2023 después de que fuera oficialmente acusado por el Tribunal Supremo de malversación de caudales públicos y prevaricación.
En noviembre de 2023, tras llegar a un acuerdo con la Fiscalía, la Audiencia Provincial de Cáceres le condebaba como responsable por dichos delitos a un año y nueve meses de cárcel, seis de inhabilitación y al pago de una indemnización de casi 70 000 euros, aunque no se preveía su ingreso en prisión.

## Cargos desempeñados
- Presidente provincial de Nuevas Generaciones de la provincia de Cáceres (2001-2006)
- Diputado en la Asamblea de Extremadura en la VI Legislatura.
- Diputado en la Asamblea de Extremadura en la VII Legislatura.
- Presidente del Partido Popular de Trujillo (2005-act.).
- Secretario General del Partido Popular de la provincia de Cáceres (2007-2011).
- Alcalde de Trujillo (2011-2019).
- Senador por la provincia de Cáceres (2011-2015).
- Miembro electo del Comité Ejecutivo Nacional del Partido Popular (2017-act.).
- Diputado en el Congreso (2019-2023).